# Çataloba
Çataloba ist ein Dorf im Landkreis Baklan der türkischen Provinz Denizli. Çataloba liegt etwa 57 km nordöstlich der Provinzhauptstadt Denizli und 11 km südwestlich von Baklan. Çataloba hatte laut der letzten Volkszählung 310 Einwohner (Stand Ende Dezember 2010).